# Varje natt
Varje natt är en sång skkriven av Lasse Holm och Ingela Forsman. Den framfördes av Lisbet Jagedal i Melodifestivalen 1990, där bidraget slutade på tredje plats.
Melodin låg på Svensktoppen i tre veckor under perioden 8–22 april 1990, med åttonde plats som högsta placering.
Lisbet Jagedal släppte 1990 även låten på singelskiva, med Kärlek utan gräns som B-sida, medan låten även gavs ut av dansbandet Pools orkester, där hon då var sångerska, på studioalbumet Lisbet Jagedal & Pools orkester från samma år.